# Wind It Up (singel)
Wind It Up – singel i utwór Gwen Stefani pochodzący z drugiej solowej płyty piosenkarki, The Sweet Escape, wydanej w 2006 roku. Utwór jest inspirowany musicalem "Dźwięki Muzyki" z 1965 roku z główną rolą Julie Andrews.

## Lista utworów
- North American 12" vinyl single

1. "Wind It Up"
2. "Wind It Up" (original Neptunes mix)
3. "Wind It Up" (instrumental)

- UK/Europe 12" vinyl single

1. "Wind It Up"
2. "Wind It Up" (original Neptunes mix)
3. "Wind It Up" (instrumental)
4. "Wind It Up" (original Neptunes instrumental)

- UK/Europe CD single

1. "Wind It Up"
2. "Wind It Up" (original Neptunes mix)